# جيرمان دينيس
جيرمان غوستافو دينيس (بالإسبانية: Germán Gustavo Denis)‏ الشهير باسم جيرمان دينيس (مواليد 10 سبتمبر 1981 في ريميديوس دي إسكالادا - الأرجنتين) لاعب كرة قدم أرجنتيني يلعب حاليا لصالح نادي الدرجة الأولى أودينيزي الإيطالي منذ 2010 في مركز المهاجم .

## روابط خارجية
- جيرمان دينيس على موقع قاعدة بيانات كرة القدم.إي يو (الإنجليزية)
- جيرمان دينيس على موقع ناشيونال فوتبول تيمز (الإنجليزية)
- جيرمان دينيس على موقع Soccerway.com (الإنجليزية)
- جيرمان دينيس على موقع عالم كرة القدم.نت (الإنجليزية)
- جيرمان دينيس على موقع كووورة
- جيرمان دينيس على موقع AS.com (الإسبانية)